# Communauté de communes de Charente Limousine
La communauté de communes de Charente Limousine est une communauté de communes française, située dans le département de la Charente et la région Nouvelle-Aquitaine.

## Historique
Créée à la date du 20 décembre 2016 avec effet le 1er janvier 2017, la communauté de communes de Charente Limousine se forme à la suite de la fusion des communautés du « Confolentais » (25 communes) et de Haute-Charente » (37 communes). Le Pays de Charente limousine est également dissout.
Elle regroupe soixante-deux communes au 1er janvier 2017.
À la suite de la création de Terres-de-Haute-Charente par fusion des communes de Genouillac, Mazières, La Péruse, Roumazières-Loubert et Suris, la communauté de communes compte 58 communes au 1er janvier 2019.

## Géographie

### Géographie physique
Située au nord-est  du département de la Charente, la communauté de communes de Charente Limousine regroupe 58 communes et présente une superficie de 1 394,9 km2.

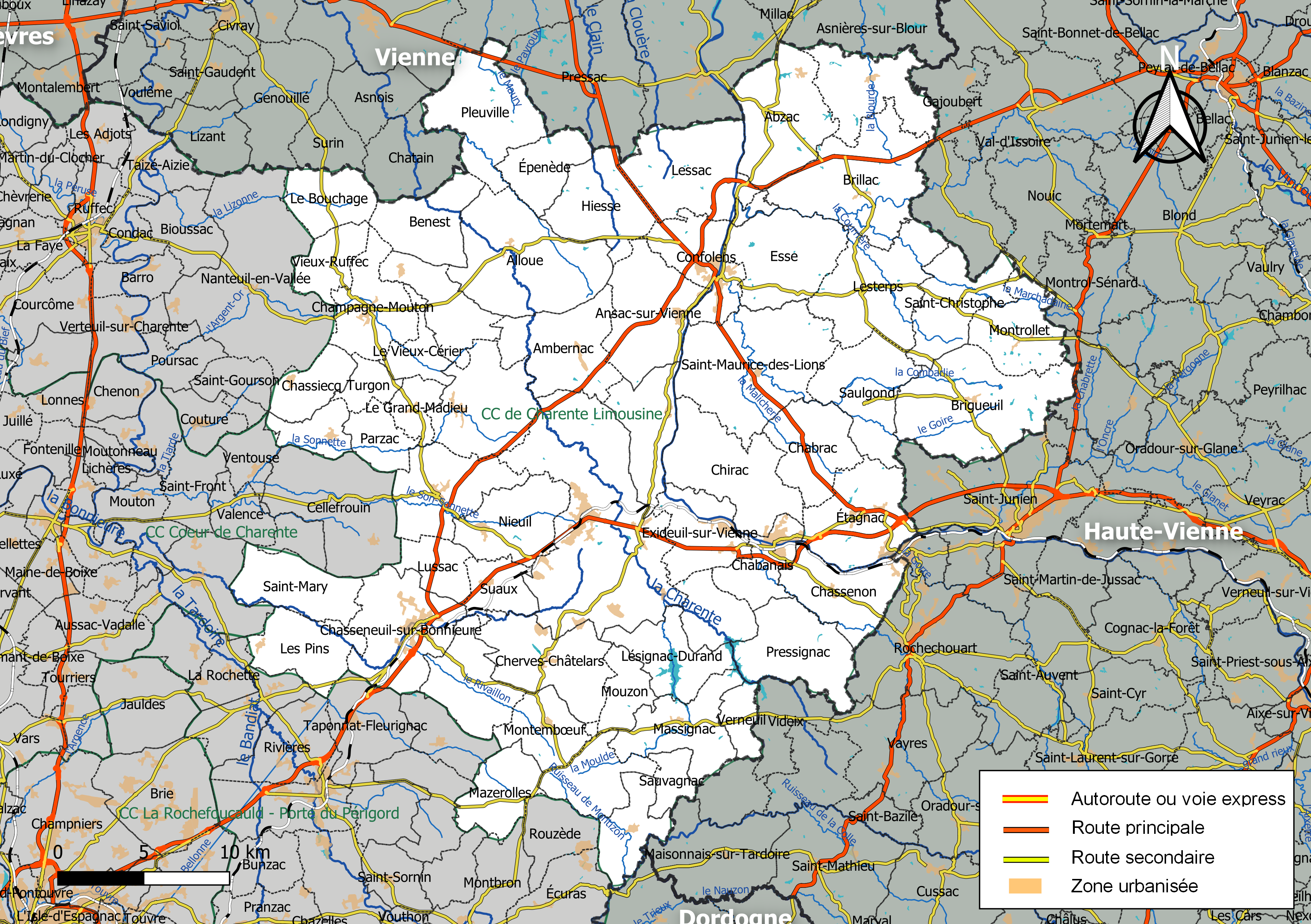
Carte de la communauté de communes de Charente Limousine au 1er janvier 2019.

### Composition

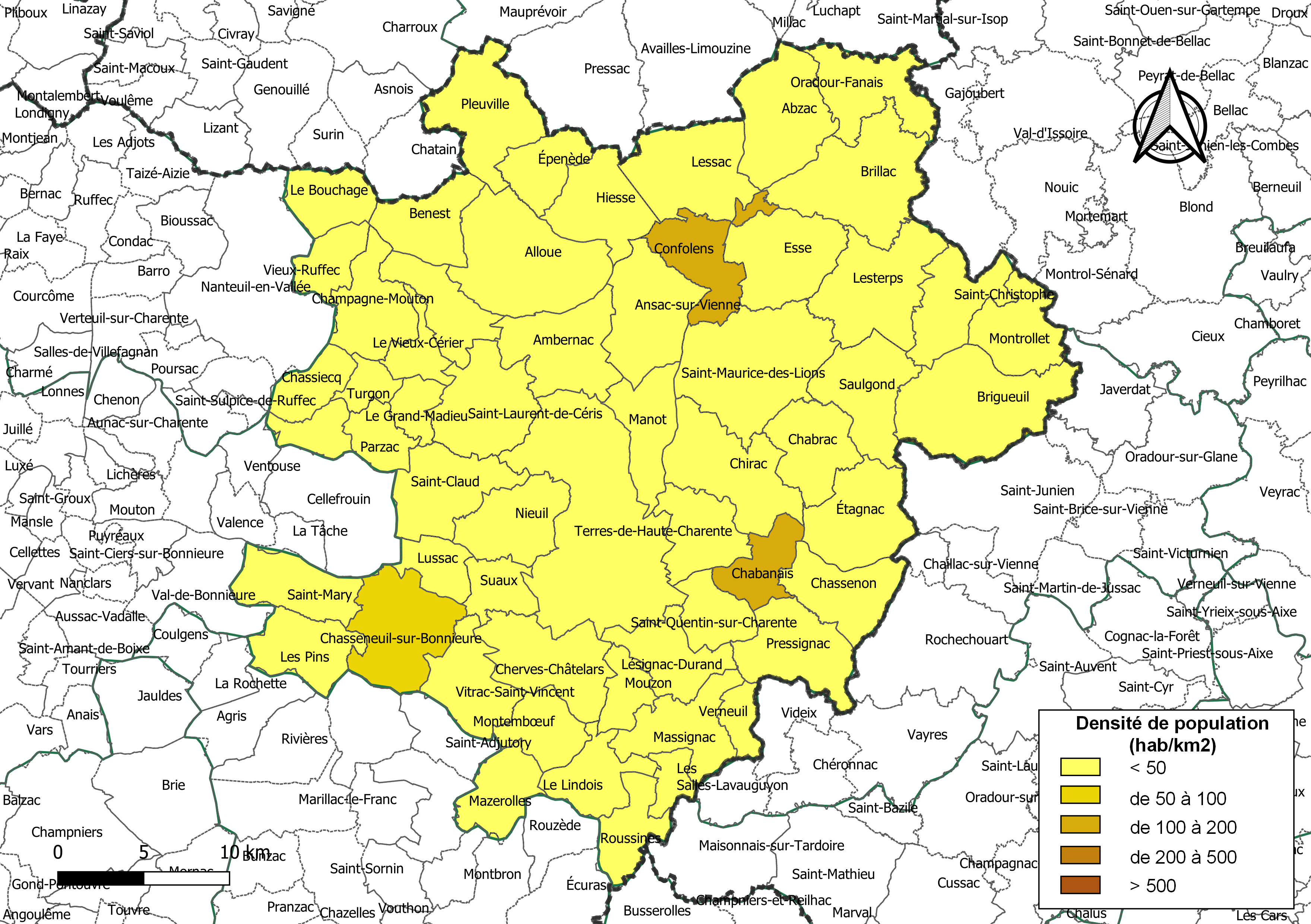
Carte des densités de population (millésimée 2016) des communes de la communauté de communes de Charente Limousine. Composition en communes au 1er janvier 2019.

La communauté de communes est composée des 58 communes suivantes :

| Nom                        | Code Insee | Gentilé               | Superficie (km2) | Population (dernière pop. légale) | Densité (hab./km2) |
| -------------------------- | ---------- | --------------------- | ---------------- | --------------------------------- | ------------------ |
| Confolens (siège)          | 16106      | Confolentais          | 23,63            | 2 726 (2022)                      | 115                |
| Abzac                      | 16001      | Abzacais              | 33,35            | 513 (2022)                        | 15                 |
| Alloue                     | 16007      | Allousiens            | 46,54            | 481 (2022)                        | 10                 |
| Ambernac                   | 16009      | Ambernacois           | 30,05            | 377 (2022)                        | 13                 |
| Ansac-sur-Vienne           | 16016      | Ansacois              | 30,79            | 816 (2022)                        | 27                 |
| Beaulieu-sur-Sonnette      | 16035      | Belusois              | 10,29            | 222 (2022)                        | 22                 |
| Benest                     | 16038      | Benestois             | 21,1             | 307 (2022)                        | 15                 |
| Le Bouchage                | 16054      | Boucharants           | 16,43            | 177 (2022)                        | 11                 |
| Brigueuil                  | 16064      | Brigueillois          | 47,07            | 1 101 (2022)                      | 23                 |
| Brillac                    | 16065      | Brillachons           | 42,41            | 607 (2022)                        | 14                 |
| Chabanais                  | 16070      | Chabanois             | 15,01            | 1 564 (2022)                      | 104                |
| Chabrac                    | 16071      |                       | 22,4             | 614 (2022)                        | 27                 |
| Champagne-Mouton           | 16076      | Champenois            | 22,59            | 877 (2022)                        | 39                 |
| Chasseneuil-sur-Bonnieure  | 16085      | Chasseneuillais       | 33,34            | 3 103 (2022)                      | 93                 |
| Chassenon                  | 16086      | Chassenonais          | 23,48            | 843 (2022)                        | 36                 |
| Chassiecq                  | 16087      | Chassiecquois         | 13,06            | 148 (2022)                        | 11                 |
| Cherves-Châtelars          | 16096      |                       | 30,68            | 416 (2022)                        | 14                 |
| Chirac                     | 16100      | Chiracois             | 34,33            | 779 (2022)                        | 23                 |
| Épenède                    | 16128      | Épenédois             | 15,62            | 191 (2022)                        | 12                 |
| Esse                       | 16131      | Essois                | 30,37            | 509 (2022)                        | 17                 |
| Étagnac                    | 16132      | Étagnacois            | 29,23            | 987 (2022)                        | 34                 |
| Exideuil-sur-Vienne        | 16134      | Exideuillais          | 20,56            | 1 028 (2022)                      | 50                 |
| Le Grand-Madieu            | 16157      | Madieusains           | 8,4              | 154 (2022)                        | 18                 |
| Hiesse                     | 16164      | Hiessois              | 24,75            | 238 (2022)                        | 9,6                |
| Lésignac-Durand            | 16183      |                       | 19,74            | 169 (2022)                        | 8,6                |
| Lessac                     | 16181      | Lessacois             | 34,14            | 534 (2022)                        | 16                 |
| Lesterps                   | 16182      | Lesterrois            | 36,03            | 440 (2022)                        | 12                 |
| Le Lindois                 | 16188      |                       | 17,95            | 339 (2022)                        | 19                 |
| Lussac                     | 16195      | Lussacais             | 11,7             | 293 (2022)                        | 25                 |
| Manot                      | 16205      | Manotais              | 20,34            | 548 (2022)                        | 27                 |
| Massignac                  | 16212      |                       | 23,93            | 368 (2022)                        | 15                 |
| Mazerolles                 | 16213      | Mazerollais           | 17,45            | 305 (2022)                        | 17                 |
| Montembœuf                 | 16225      | Montembelviens        | 16,05            | 659 (2022)                        | 41                 |
| Montrollet                 | 16231      | Montrolletois         | 22,22            | 332 (2022)                        | 15                 |
| Mouzon                     | 16239      | Mouzonnais            | 10,62            | 140 (2022)                        | 13                 |
| Nieuil                     | 16245      |                       | 23,9             | 889 (2022)                        | 37                 |
| Oradour-Fanais             | 16249      | Radounaux             | 26,41            | 341 (2022)                        | 13                 |
| Parzac                     | 16255      | Parzacois             | 11,38            | 141 (2022)                        | 12                 |
| Les Pins                   | 16261      | Pinusiens             | 21,06            | 501 (2022)                        | 24                 |
| Pleuville                  | 16264      | Pleuvillois           | 33,63            | 314 (2022)                        | 9,3                |
| Pressignac                 | 16270      | Pressignacois         | 28,15            | 379 (2022)                        | 13                 |
| Roussines                  | 16289      | Roussins              | 16,08            | 298 (2022)                        | 19                 |
| Saint-Christophe           | 16306      | Saint-Christophoriens | 23,65            | 323 (2022)                        | 14                 |
| Saint-Claud                | 16308      | Saint-Claudais        | 26,75            | 1 033 (2022)                      | 39                 |
| Saint-Coutant              | 16310      | Saint-Coutantais      | 19,4             | 212 (2022)                        | 11                 |
| Saint-Laurent-de-Céris     | 16329      | Saint-Laurentais      | 29,89            | 726 (2022)                        | 24                 |
| Saint-Mary                 | 16336      | Mariussois            | 21,86            | 350 (2022)                        | 16                 |
| Saint-Maurice-des-Lions    | 16337      | Saint-Mauriçois       | 50,08            | 896 (2022)                        | 18                 |
| Saint-Quentin-sur-Charente | 16345      |                       | 14,39            | 202 (2022)                        | 14                 |
| Saulgond                   | 16363      |                       | 27,36            | 531 (2022)                        | 19                 |
| Sauvagnac                  | 16364      |                       | 7,24             | 68 (2022)                         | 9,4                |
| Suaux                      | 16375      |                       | 11,93            | 380 (2022)                        | 32                 |
| Terres-de-Haute-Charente   | 16192      |                       | 86,65            | 3 790 (2022)                      | 44                 |
| Turgon                     | 16389      | Turgonnais            | 7,26             | 81 (2022)                         | 11                 |
| Verneuil                   | 16398      | Verneuillois          | 7,7              | 94 (2022)                         | 12                 |
| Le Vieux-Cérier            | 16403      | Vixérois              | 9,65             | 131 (2022)                        | 14                 |
| Vieux-Ruffec               | 16404      | Vieux-Ruffecois       | 12,75            | 108 (2022)                        | 8,5                |
| Vitrac-Saint-Vincent       | 16416      |                       | 22,07            | 494 (2022)                        | 22                 |

### Démographie
| 1968   | 1975   | 1982   | 1990   | 1999   | 2006   | 2011   | 2016   | 2022   |
| ------ | ------ | ------ | ------ | ------ | ------ | ------ | ------ | ------ |
| 44 072 | 41 021 | 39 489 | 38 034 | 36 468 | 36 322 | 36 461 | 35 630 | 35 187 |

## Administration

### Liste des présidents
| Période           | Période                  | Identité       | Étiquette   | Qualité                                                                                        |
| ----------------- | ------------------------ | -------------- | ----------- | ---------------------------------------------------------------------------------------------- |
| Janvier 2017      | juillet 2021 (démission) | Philippe Bouty | DVG (ex-PS) | Adjoint au maire de Confolens Conseiller départemental puis Président du conseil départemental |
| 29 septembre 2021 | En cours                 | Benoît Savy    |             | Maire de Montrollet                                                                            |

### Siège
8, rue Fontaine des Jardins, 16500 Confolens.

## Compétences
Nombre de compétences exercées en 2017 : 5.